# Николай (Дутка)
Епи́скоп Никола́й (в миру Николай Иванович Дутка; 23 мая 1966, Черновцы, Украинская ССР) — епископ Русской православной церкви, епископ Находкинский и Преображенский. Тезоименитство — 4 (17) февраля.

## Биография
Родился в православной семье.
В 1983 году окончил среднюю общеобразовательную школу. По окончании школы пел в хоре Никольского кафедрального собора в городе Черновцы, параллельно служил старшим иподиаконом при епископе Черновицком и Буковинском Варлааме.
В 1984 — 1986 годах служил в рядах Вооруженных сил СССР.
После демобилизации служил старшим иподиаконом в Черновицкой епархии при епископе Антонии; одновременно работал делопроизводителем в канцелярии.
В 1987 году поступил на очное отделение Московской духовной семинарии, которую окончил в 1990 году.
В 1989 году зачислен в братию Троице-Сергиевой лавры.
3 января 1991 года архимандритом Феогностом, наместником Лавры, в Троицком соборе пострижен в монашество с именем Николай, в честь преподобного Николая исповедника, игумена Студийского.
7 мая 1991 года в Трапезном храме Свято-Троицкой лавры рукоположён во иеродиакона архиепископом Корсунским Валентином.
6 января 2002 года направлен на церковно-приходское служение во Владивостокскую епархию. В том же году епископом Владивостокским и Приморским Вениамином рукоположён во пресвитера к Свято-Успенской церкви города Владивостока. Позднее назначен настоятелем храма преподобного Серафима Саровского города Владивостока.
В 2008 году одновременно назначен настоятелем храма Казанской иконы Божией Матери города Находка.
Продолжает обучение на заочном секторе Киевской духовной академии.
Решением Священного синода от 27 июля 2011 года (журнал № 69) избран епископом Находкинским и Преображенским.
27 августа 2011 года за всенощным бдением в Храме Христа Спасителя Патриарх Московский и всея Руси Кирилл возвёл игумена Николая (Дутку) в сан архимандрита, а по окончании богослужения в Тронном зале Патриарших покоев Храма Христа Спасителя возглавил чин наречения архимандрита Николая во епископа Находкинского и Преображенского.
1 сентября 2011 года в Свято-Троицком кафедральном соборе города Магадана Патриарх Кирилл возглавил хиротонию архимандрита Николая во епископа Находкинского и Преображенского. В богослужении участвовали: управляющий делами Московской Патриархии митрополит Саранский и Мордовский Варсонофий; архиепископ Владивостокский и Приморский Вениамин; архиепископ Томский и Асиновский Ростислав; архиепископ Хабаровский и Приамурский Игнатий; архиепископ Челябинский и Златоустовский Феофан; епископ Магаданский и Синегорский Гурий; епископ Костанайский и Петропавловский Анатолий; епископ Бельцкий и Фэлештский Маркелл; руководитель Административного секретариата Московской Патриархии епископ Солнечногорский Сергий.
С 12 по 23 декабря 2011 года слушал двухнедельные курсы повышения квалификации для новоизбранных архиереев Русской Православной Церкви в Общецерковной аспирантуре и докторантуре имени святых равноапостольных Кирилла и Мефодия.